# Stadion Zosimades
Stadion Zosimades – wielofunkcyjny stadion w Janinie, w Grecji. Został otwarty w 1952 roku. Może pomieścić 7500 widzów. Swoje spotkania rozgrywają na nim piłkarze klubu PAS Janina.

## Historia
Stadion został otwarty w 1952 roku, choć budowę obiektu sportowego w tym miejscu rozpoczęto jeszcze w latach 30. XX wieku. Obiekt nazwany jest na cześć pochodzących z Janiny braci Zosimas. Od momentu powstania klubu PAS Janina (w roku 1966) stadion jest domową areną tego zespołu. Jeszcze w 1965 roku na obiekcie zainstalowano pierwsze, prowizoryczne oświetlenie; obecne, oparte na stąjących w narożnikch czterech masztach, oddano do użytku w roku 2000. W 1982 roku bieżnię lekkoatletyczną obiektu pokryto tartanową nawierzchnią. Po stronie południowej znajduje się duża, zadaszona trybuna główna stadionu, z pozostałych stron bieżnię otaczają znacznie niższe trybuny. Trybuny po stronie północnej także są zadaszone; w 1993 roku wichura zniszczyła zadaszenie po stronie północnej, zostało ono odbudowane dopiero w roku 2009. W szczytowym okresie stadion mógł pomieścić do 15 000 widzów (rekord sprzedanych biletów – 14 557 – padł w sezonie 1974/1975 przy okazji meczu gospodarzy z Olympiakosem), po instalacji plastikowych krzesełek w 2000 roku pojemność obiektu została ustalona na poziomie 7500 widzów.
W latach 1982–2002 na stadionie cztery spotkania towarzyskie rozegrała piłkarska reprezentacja Grecji.